# Saint-Marc-Jaumegarde
Saint-Marc-Jaumegarde è un comune francese di 1 179 abitanti situato nel dipartimento delle Bocche del Rodano della regione della Provenza-Alpi-Costa Azzurra.

## Società

### Evoluzione demografica
Abitanti censiti